# Lestiac-sur-Garonne
Lestiac-sur-Garonne – miejscowość i gmina we Francji, w regionie Nowa Akwitania, w departamencie Żyronda.
Według danych na rok 1990 gminę zamieszkiwały 594 osoby, a gęstość zaludnienia wynosiła 199 osób/km² (wśród 2290 gmin Akwitanii Lestiac-sur-Garonne plasuje się na 649. miejscu pod względem liczby ludności, natomiast pod względem powierzchni na miejscu 1538.).